# هينك بلاشكو
هينك بلاشكو (من مواليد 15 يوليو 1955 في براغ) هو تشيكي عام وسياسي تم انتخابه كعضو في البرلمان الأوروبي في عام 2019.